# Sean Burke
Sean M Burke (ur. 29 stycznia 1967 w Windsor, Ontario) – były kanadyjski zawodowy hokeista. Reprezentant Kanady. Dwukrotny olimpijczyk.
Jego syn Brendan (ur. 1995) także jest bramkarzem hokejowym.

## Kariera zawodnicza
- St. Michael's Buzzers (1983-1984)
- Toronto Marlboros (1984-1986)
- Team Canada (1986-1987)
- New Jersey Devils (1987-1991)
- San Diego Gulls (1991)
- Team Canada (1991-1992)
- Hartford Whalers (1992-1997)
- Carolina Hurricanes (1997)
- Vancouver Canucks (1997-1998)
- Philadelphia Flyers (1998)
- Florida Panthers (1998-1999)
- Phoenix Coyotes (1999-2004)
- Philadelphia Flyers (2004)
- Tampa Bay Lightning (2005-2006)
- Springfield Falcons (2006)
- Los Angeles Kings (2006-2007)

Uczestniczył w turniejach mistrzostw świata w 1987, 1989, 1991, 1997, 2003, Canada Cup 1991 oraz na zimowych igrzyskach olimpijskich 1988, 1992.
18 września 2007 zakończył karierę.
Został asystentem generalnego menedżera i trenerem bramkarzy w klubie Phoenix Coyotes.
Był członkiem ekipy Kanady podczas turnieju mistrzostw świata juniorów do lat 20 edycji 2015.

## Sukcesy
Reprezentacyjne
- Srebrny medal mistrzostw świata juniorów do lat 20: 1986
- Srebrny medal mistrzostw świata: 1989, 1991
- Złoty medal Canada Cup: 1991
- Srebrny medal zimowych igrzysk olimpijskich: 1992
- Złoty medal mistrzostw świata: 1997, 2003

Indywidualne
- Mistrzostwa świata 1991:
  - Skład gwiazd turnieju
- Mistrzostwa świata 2003:
  - Pierwsze miejsce w klasyfikacji średniej goli straconych na mecz: 1,28
  - Skład gwiazd turnieju
  - Najlepszy bramkarz turnieju